# 詹姆斯·文森特·斯坦顿
詹姆斯·文森特·斯坦顿（英語：James Vincent Stanton，1932年2月27日—2022年5月2日），美国律师、政治人物。曾任美国众议院议员。

## 生平
1932年2月27日生于俄亥俄州克利夫兰。1950年至1954年在美国空军服役。1958年毕业于戴頓大學，获得文学学士学位。1961年毕业于克利夫兰-马歇尔法学院，获得法律博士学位。同年加入俄亥俄州律師公會。1959年至1970年，担任克利夫兰市议会议员。1964年至1970年，担任市议会主席。1971年至1977年，担任美国众议院议员。1977年至1981年，在华盛顿哥伦比亚特区从事律师工作。1981年至1988年，在水牛城担任特拉华北部公司执行副总裁。1984年获得哈佛商学院高级管理课程文凭。2022年5月2日逝世。